# Tove Mohr
Tove Kathrine Mohr, född Møller den 3 mars 1891 i Torsnes, död den 26 augusti 1981 i Fredrikstad, var en norsk läkare, dotter till Kai Møller och Katti Anker Møller och gift med Otto Lous Mohr.
Mohr var medlem av den norska läkarföreningens kommitté för revision av abortlagstiftningen 1932, ordförande för Oslo Mødrehygienekontor 1948–1952, och var en ivrig förkämpe för preventionsrådgivning för kvinnor och för gravida kvinnors rättigheter. Hon var därutöver en stark talesperson för nykterhetsrörelsen och var i flera år ordförande för Oslo edruelighetsnemnd. Hon gav ut en biografi över sin mor, Katti Anker Møller, en banebryter (1986).